# Ngô Văn Thuân
Ngô Văn Thuân là một tướng lĩnh Quân chủng Hải quân Việt Nam, hàm Chuẩn đô đốc. Ông hiện là chính ủy Bộ Tư lệnh Vùng 4 Hải quân Nhân dân Việt Nam.